# タケシレーシング
タケシレーシングは、日本のカースタントチーム。「武士レーシング」とも表記される。
スーパー戦隊シリーズや仮面ライダーシリーズといった東映特撮作品のカースタントを手掛けていることで有名。

## 主な所属者
※過去の所属者含む
- 武士恭久
- 西村信宏
- 河村章夫
- 日下達也
- 西村雄基

- 伊藤慎（2008年、レッド・エンタテインメント・デリヴァーより移籍[1]。）

- 高橋輝男（『仮面ライダーアギト』オープニングの撮影直前に入院しそのまま病死[2]。）

## 出演
※特に記載のない限りはカースタント担当。

### テレビドラマ
- 大空港（1978年、フジテレビ（第78話のみ担当））
- 爆走!ドーベルマン刑事（1980年、テレビ朝日）
- 警視庁殺人課（1981年、テレビ朝日）
- 熱帯夜（1983年、フジテレビ）
- 星雲仮面マシンマン（1984年、日本テレビ）
- 兄弟拳バイクロッサー（1985年、日本テレビ）
- ザ・ハングマンV（1986年、朝日放送）
- ベイシティ刑事（1987年、テレビ朝日）
- プレイガール'92 嵐を呼ぶハイレグ軍団 黒真珠殺人事件（1992年、テレビ東京）
- スーパー戦隊シリーズ（1991年 - 、テレビ朝日）
- メタルヒーローシリーズ（テレビ朝日）
  - 特救指令ソルブレイン（1991年）
  - 特捜エクシードラフト（1992年）
  - ブルースワット（1994年）
  - 重甲ビーファイター（1995年）

- 土曜ワイド劇場「駅弁探偵殺人事件」（1992年、テレビ朝日）
- はだかの刑事（1993年、日本テレビ）
- 超光戦士シャンゼリオン（1997年、テレビ東京）
- GTO（1998年、関西テレビ）
- はみだし刑事情熱系（1999年、テレビ朝日）
- 仮面ライダーシリーズ（2000年 - 、テレビ朝日）
- 月曜ドラマスペシャル「弁護士芸者のお座敷事件簿5」（2000年、TBS）
- OUT LIMIT（2005年、WOWOW）
- PS -羅生門- 警視庁東都署（2006年、テレビ朝日）

### 映画
- 太陽のきずあと（1981年、東映）
- この愛の物語（1987年、松竹富士）
- シャコタン☆ブギ（1987年、東映）
- メッセンジャー（1999年、東宝）
- スーパー戦隊シリーズ（東映）
- 仮面ライダーシリーズ（1993年 - 、東映）
- シン・仮面ライダー（2023年、東映）